# Japalura
Japalura is een geslacht van hagedissen uit de familie agamen (Agamidae).

## Naam en indeling
De wetenschappelijke naam van de groep werd voor het eerst voorgesteld door John Edward Gray in 1853.
Er zijn zeven soorten, inclusief de pas in 2002 beschreven soort Japalura dasi. Vroeger was het soortenaantal veel hoger, maar veel soorten zijn in andere geslachten geplaatst, zoals Diploderma en Cristidorsa.

## Verspreiding en habitat
Alle soorten komen voor in delen van zuidelijk en centraal Azië en leven in de landen Bhutan, China, India, Myanmar, Nepal en Pakistan.
De habitat bestaat uit dichtbegroeide delen van tropische en subtropische bossen, vooral hoger gelegen en zeer vochtige bergbossen. Japalura variegata komt bijvoorbeeld voor tot een hoogte van 2700 meter boven zeeniveau en Japalura variegata tot een hoogte van 2900 meter.

## Beschermingsstatus
Door de internationale natuurbeschermingsorganisatie IUCN is aan drie soorten een beschermingsstatus toegewezen. Twee soorten worden beschouwd als 'veilig' (Least Concern of LC) één soort als 'onzeker' (Data Deficient of DD).

## Soorten
Het geslacht omvat de volgende soorten, met de auteur en het verspreidingsgebied.
| Naam                  | Auteur              | Verspreidingsgebied    |
| --------------------- | ------------------- | ---------------------- |
| Japalura andersoniana | Annandale, 1905     | Bhutan, China, India   |
| Japalura dasi         | Shah & Kästle, 2002 | Nepal                  |
| Japalura kumaonensis  | Annandale, 1907     | India, Nepal, Pakistan |
| Japalura major        | Jerdon, 1870        | India, Nepal           |
| Japalura sagittifera  | Annandale, 1905     | Myanmar                |
| Japalura tricarinata  | Blyth, 1853         | China, India, Nepal    |
| Japalura variegata    | Gray, 1853          | Bhutan, India, Nepal   |